# Miasto marzeń
Miasto marzeń (devanagari: शिखर, Shikhar) – bollywoodzki dramat miłosny i thriller wyreżyserowany w 2005 roku przez John Matthew Matthana.
Tematem filmu jest wojna dwóch marzeń. G.G. (Ajay Devgan) marzy o zbudowaniu miasta, które przyniesie mu zysk. Guru (Javed Sheikh) marzy o nawodnieniu i zalesieniu doliny, w której kiedyś ludzie umierali z głodu podczas suszy. Marzenie kosztem krzywdy wywłaszczanych z ziemi wieśniaków. I marzenie o stworzeniu lepszego świata dla tychże wieśniaków. Każdy z nich próbuje pozyskać dla swych planów młodego Jaia (Shahid Kapoor). Film przedstawia też dramatyczną relację ojca z synem i zmiany dokonujące się w młodym człowieku pod wpływem manipulujących nimi ludźmi.

## Fabuła
Gauravowi Gupcie (Ajay Devgan), zwanemu G.G. , jednemu z największych przedsiębiorców budowlanych w Mumbaju, nie wystarcza już zarabianie na budowaniu ekskluzywnych wieżowców z widokiem na morze. Zamarzyło mu się zbudowanie miasta na pustkowiu. Zaledwie 30 km od miasta znalazł on idealne miejsce na przyszłe indyjskie Las Vegas. G.G. zainwestował już w ten teren miliony wykupując ziemie od wieśniaków, sprowadzając maszyny, gdy okazuje się, że na przeszkodzie staje mu łagodny guru z pobliskiej aśramy. G.G. nie może go zlekceważyć, bo okazuje się, że jest nim potężny przemysłowiec, Srinath Vardhan (Javed Sheikh). Po śmierci żony wycofał się on z biznesu i rozpoczął nawadnianie i zalesianie suchej dotychczas doliny. Guru aśramy doprowadza do wstrzymania budowy miasta. G.G. grozi bankructwo. Zaczyna walczyć z nim. Próbuje pokonać go zjednując sobie serce jego ukochanego syna Jaiveda (Shahid Kapoor). Gdy Jai przyjeżdża w interesach do Mumbaju G.G. z pomocą swojej przyjaciółki (Bipasha Basu) wciąga naiwnego, ufnego chłopca w brudne interesy, uczy go hazardu, rozbudza nieznane mu przedtem pragnienie używania życia. Wychowany w aśramie skromny dotychczas Jai zaczyna rozsmakowywać się w nowym stylu życia. Nie licząc się z konsekwencjami swoich czynów, nie zauważając manipulacji imponującego mu nowego "przyjaciela".

## Obsada
- Shahid Kapoor – Jaidev (Jai) – nominacja do Nagrody Star Screen dla Najlepszego Aktora
- Ajay Devgan – G.G
- Bipasha Basu – Natasha
- Amrita Rao – Madhavi
- Javed Sheikh – Guruji (ojciec Jaia)
- John Abraham – gościnnie

## Muzyka
- Maaf Kar Ye Fitna Dil – Sunidhi Chauhan, Udit Narayan
- Mere Mann – Shreya Ghoshal
- Hari Bhari Dhari Pe Chhalke Rang Pyar Ke – Udit, Alka
- Aapko Samjha Hain Jabse Zindegi – Udit, Alka
- Dhire Dhire Jaage Naye Armaan –